# Подводные лодки типа «Мамели»
Подводные лодки типа «Мамели» (итал. Mameli) — серия итальянских подводных лодок времён Второй мировой войны. Спроектированы и построены фирмой «Този», Таранто (ТТ). Конструкция частично двухкорпусная, рабочая глубина погружения 100 м. Стали конструктивной базой для последующих типов итальянских субмарин. Вступили в строй в 1929 году. Во время эксплуатации выяснилось, что лодки имеют недостаточную остойчивость. Для устранения этого недостатка на лодки были установлены бортовые були (стальные поплавки). В результате остойчивость улучшилась, но из-за возросшего сопротивления воды скорость упала с 17,2 до 15 узлов.
В 1942 году изношенные дизели на лодках «Giovanni da Procida», «Goffredo Mameli» и «Tito Speri» были заменены на новые более мощные (4000 л.с.) в результате скорость надводного хода увеличилась до 17 узлов.
Лодки этого типа принимали участие в морской блокаде республиканцев во время гражданской войны в Испании.
Во время Второй мировой войны участвовали в различных боевых операциях в Средиземном море.

## Список ПЛ типа «Мамели»
| Подводная лодка     | Верфь | Спущена на воду | Начало службы | Конец службы                                                                               |
| ------------------- | ----- | --------------- | ------------- | ------------------------------------------------------------------------------------------ |
| Pier Capponi        | ТТ    | 19.6.1927       | 19.1.1929     | потоплена 31.3.41 в 17 милях к югу от острова Стромболи английской подводной лодкой Roqual |
| Giovanni da Procida | ТТ    | 1.4.1928        | 19.1.1929     | списана 1.2.48                                                                             |
| Goffredo Mameli     | ТТ    | 9.12.1926       | 19.1.1929     | списана 1.2.48                                                                             |
| Tito Speri          | ТТ    | 25.5.1928       | 20.8.1929     | списана 1.2.48                                                                             |